# Biras
Biras é uma comuna francesa na região administrativa da Nova Aquitânia, no departamento Dordonha. Estende-se por uma área de 19,58 km². Em 2010 a comuna tinha 671 habitantes (densidade: 34,3 hab./km²).